# Desmond Morris
Pour les articles homonymes, voir Morris.
Desmond John Morris, né le 24 janvier 1928 au Royaume-Uni près de Swindon, Wiltshire, est un zoologiste vulgarisateur, un écrivain et un peintre surréaliste anglais.

## Biographie
En 1951 il entre au département de zoologie de l'Université d'Oxford avec le groupe de Nikolaas Tinbergen pour étudier le comportement animal dans le cadre de sa thèse. En 1954, il devient docteur en philosophie pour ses travaux de recherches sur le comportement reproductif du poisson épinoche.
Il poursuit ses travaux sur le comportement reproductif des animaux, cette fois-ci sur les oiseaux, avant d'étudier l'habileté des grands singes à peindre et dessiner. En 1957, Penrose cofondateur de l'Institute of Contemporary Arts (Londres) invite Morris à exposer les peintures réalisées par son chimpanzé Congo.
Il devient présentateur de l'émission Zoo Time (Granada TV) dans les années 1960. Également producteur de show télé et auteur de livres de zoologie, il reste un précurseur en matière d'éthologie humaine (voire de la sociobiologie humaine), notamment à travers l'ouvrage Le Singe nu, best-seller mondial vendu à plus de dix millions d'exemplaires.

## Œuvre

### Livres parus en français

#### Éthologie & sociobiologie
- 1967 : Le Singe nu[2] (The Naked Ape). Rééditions : 1971  (ISBN 978-2253003052) et 1988  (ISBN 2-246-40891-1) ;
- 1967 : Hommes et singes (Men and Apes). Réédition en 1971 ;
- 1970 : Le Zoo humain (The Human Zoo) (ASIN B0067ZIXNI). Réédition en 1971 et 1973 ;
- 1972 : Le Couple nu : zoologie du comportement intime de l'homme (Intimate behaviour). Réédition en 1974  (ISBN 2-253-00183-X) ;
- 1977 : La Clé des gestes (Manwatching)  (ISBN 2246006414) ;
- 1978 : L'Éthologie des Primates (Primate ethology), publié à Bruxelles  (ISBN 2-87027-029-1)[3] ;
- 1980 : La Fête zoologique (Animal days)  (ISBN 2-7021-0367-7) ;
- 1986 : Magie du corps  (ISBN 2-246-33361-X) ;
- 1987 : Le Chien révélé (Dogwatching)  (ISBN 2-7021-1608-6). Rééditions : 1988, 1997  (ISBN 2702126324) ;
- 1987 : Le Chat révélé : Guide essentiel du comportement de votre chat [4] (Catwatching)  (ISBN 2-7021-1609-4). Réédition en 1988  (ISBN 2253046582) ;
- 1988 : Parlons chat ! (Catlore)  (ISBN 2702117082). Réédition en 1989  (ISBN 2266030345) ;
- 1989 : Le Cheval révélé (Horsewatching)  (ISBN 2-7021-1769-4). Rééditions : 1990  (ISBN 2-7382-0324-8), 1998 :  (ISBN 2702128157),  (ISBN 2702116094),  (ISBN 273820094X),  (ISBN 2702125085) ;
- 1990 : Les Animaux révélés (Animal watching)  (ISBN 2-7021-1907-7) ;
- 1992 : Des animaux et des hommes : partager la planète (The Animal contract: sharing the planet)  (ISBN 2-7021-1948-4) ;
- 1993 : Le Bébé révélé (Babywatching)  (ISBN 2702122140). Rééditions : 1994  (ISBN 2-253-08138-8), 1995  (ISBN 2-7021-2538-7) ;
- 1994 : Le Langage des gestes (Bodytalk)  (ISBN 2702128092). Réédition en 1999  (ISBN 2-501-03124-5) ;
- 2004 : La Femme nue (The Naked Woman: a study of the female body)  (ISBN 2702135439).

##### Œuvre originale exhaustive
Note : D'après le site officiel. 
- 1958 : THE REPRODUCTIVE BEHAVIOUR OF THE TEN-SPINED STICKLEBACK
- 1958 : THE STORY OF CONGO
- 1959 : THE INTERNATIONAL ZOO YEARBOOK I (codirigé avec Caroline Jarvis)
- 1960 : THE INTERNATIONAL ZOO YEARBOOK II (codirigé avec Caroline Jarvis)
- 1961 : INTRODUCING CURIOUS CREATURES
- 1961 : THE INTERNATIONAL ZOO YEARBOOK III (codirigé avec Caroline Jarvis)
- 1962 : The Biology of Art
- 1962 : THE INTERNATIONAL ZOO YEARBOOK IV (codirigé avec Caroline Jarvis)
- 1965 : THE BIG CATS
- 1965 : The Mammals: A Guide to the Living Species.
- 1965 : MEN AND SNAKES. (with Ramona Morris)
- 1966 : MEN AND APES (with Ramona Morris)
- 1966 : MEN AND PANDAS (with Ramona Morris)
- 1966 : ZOOTIME
- 1967 : PRIMATE ETHOLOGY
- 1967 : The Naked Ape
- 1969 : The Human Zoo
- 1970 : PATTERNS OF REPRODUCTIVE BEHAVIOUR
- 1971 : : Intimate Behaviour
- 1977 : MANWATCHING: À FIELD-GUIDE TO HUMAN BEHAVIOUR
- 1977 : Gestures: Their Origin and Distribution (with Peter Collett, Peter Marsh and Marie O'Shaughnessy)
- 1979 : Animal Days
- 1981 : The Soccer Tribe
- 1981 : THE GIANT PANDA (With Ramona Morris and Jonathan Barzdo)
- 1982 : Pocket Guide to Manwatching
- 1983 : Inrock
- 1983 : THE BOOK OF AGES
- 1985 : THE ART OF ANCIENT CYPRUS
- 1985 : Bodywatching – A Field Guide to the Human Species
- 1986 : THE ILLUSTRATED NAKED APE
- 1986 : Catwatching: & Cat Lore
- 1986 : Dogwatching
- 1987 : THE SECRET SURREALIST
- 1987 : CATLORE
- 1988 : THE ANIMALS ROADSHOW
- 1988 : THE HUMAN NESTBUILDERS
- 1988 : Horsewatching
- 1990 : THE ANIMAL CONTRACT
- 1990 : Animalwatching
- 1991 : Babywatching
- 1992 : CATWATCHING AND CATLORE
- 1992 : CHRISTMAS WATCHING
- 1993 : THE WORLD OF ANIMALS
- 1994 : THE NAKED APE TRILOGY
- 1994 : THE HUMAN ANIMAL
- 1994 : ILLUSTRATED CATWATCHING
- 1994 : BODYTALK: À WORLD GUIDE TO GESTURES
- 1994 : THE HUMAN ZOO
- 1994 : INTIMATE BEHAVIOUR
- 1994 : THE NAKED APE
- 1995 : ILLUSTRATED CATWATCHING
- 1995 : ILLUSTRATED BABYWATCHING.
- 1996 : ILLUSTRATED DOGWATCHING.
- 1996 : Cat World: A Feline Encyclopedia
- 1997 : The Human Sexes
- 1998 : DOGWATCHING
- 1998 : ILLUSTRATED HORSEWATCHING
- 1999 : COOL CATS: THE 100 CAT BREEDS OF THE WORLD
- 1999 : BODY GUARDS: PROTECTIVE AMULETS AND CHARMS
- 1999 : THE NAKED APE AND COSMETIC BEHAVIOUR (with Kaori Ishida)
- 2001 : THE NAKED EYE; TRAVELS IN SEARCH OF THE HUMAN SPECIES
- 2000 : ILLUSTRATED HORSEWATCHING
- 2001 : THE NAKED EYE; TRAVELS IN SEARCH OF THE HUMAN SPECIES
- 2001 : DOGS; THE ULTIMATE DICTIONARY OF OVER 1000 DOG BREEDS
- 2002 : CATWATCHING
- 2002 : PEOPLEWATCHING
- 2004 : LINGUAGGIO MUTO (THE SILENT LANGUAGE)
- 2004 : THE NAKED WOMAN
- 2004 : THE NATURE OF HAPPINESS

Poésie surréaliste
À tue-tête / Headworks, poèmes présentés et traduits par Michel Rémy (édition bilingue), Paris, Le Grand Tamanoir, 2020.

## Expositions comme peintre
- 2004 : Galerie du Maire, Cork Str., Londres
- 2005 : Sydney, Australie

Ce peintre a fait plus d'une centaine d'expositions. Voir le catalogue raisonné de Silvano Levy chez Pendora.

## Source
- Bibliothèque nationale de France